# マーメイドライン
『マーメイドライン』は、金田一蓮十郎による日本の漫画作品。
『コミック百合姫』（一迅社）にて2006年vol.6から2007年vol.9まで連載された。全1巻。

## あらすじ

### 「めぐみとあおい」
烏丸あおいは些細なきっかけからクラスで浮いた存在の同級生・華屋敷めぐみと仲良くなる。めぐみがひそかに自分に向ける感情に気付きながら親友として付き合っていくが、周囲の心ない言葉から二人の関係は断絶してしまう。

### 「あゆみとあいか」
あゆみは結婚まで考えていた恋人の竜之介に突然別れを告げられる。竜之介は自身を女性と認識する性同一性障害者だったのだ。
「あいか」になった竜之介と対面し吹っ切れる覚悟を決めたあゆみだったが、あいかはあゆみに対する変わらない思いを吐露し……

### 「ゆかりとまゆこ」
愛人に振られたまゆこの傷を癒すため、ゆかりはまゆこと「恋人ごっこ」を始める。

### 「三浦さんと私」
三浦さんのきれいな髪を触ってみたい私（岡部）のはなし。

## 登場人物

### 「めぐみとあおい」「おんなのこ＊おんなのこ」
華屋敷 めぐみ
『人魚姫』が好きな女の子。あおいに想いを寄せながら一緒に居続けるために自分の気持ちを隠して接しようとする。あおいとの関係を噂されてイジメを受けるようになり、亮介と交際することであおいの側に居られる自分になろうとする。好きになった人が今のところあおいだけであること、本人の自認もはっきりしないことから、性指向は不明（同性愛者のほか両性愛者・全性愛者などが考えられる）。
烏丸 あおい
異性愛者。めぐみの想いを察しているが自分とめぐみの「好き」の形が違ってもいいと考えていた。しかし仲の良さをレズだと周囲に囃し立てられると「『わたしは』違う」と口走りめぐみに対するイジメの引き金を引いてしまう。ライアー×ライアーの登場人物・烏丸真士の妹として同作品にめぐみと共に客演している。
蔵田 亮介
めぐみとあおいのクラスメイト。以前からめぐみに好意を持っておりイジメを受けるようになっためぐみを助ける。

### 「あゆみとあいか」
あゆみ
竜之介の恋人。女性の心でもって女性である自分を愛しているという竜之介（あいか）の告白に戸惑うが、あいかを「可愛い彼女」として受け入れる。
あいか（竜之介）
性同一性障害（MtF）のレズビアン。
金田一によればハレのちグゥのベル、ニコイチの真琴で描き切れなかった部分を描いたキャラクターだという。
由季
あゆみのバイト仲間。

### 「ゆかりとまゆこ」
ゆかり
何の気なしに始めた交際だったが、まゆこが気になり始めた。
まゆこ
上司と愛人関係だった。異性愛者。

### 「三浦さんと私」
岡部
三浦さんの髪を触ってみたい女の子
三浦
髪がきれい